# 113-й меридіан західної довготи
113-й меридіан західної довготи — лінія довготи, що лежить на 113 градусів західніше Гринвіцького меридіана. Вона проходить від Північного полюса через Північний Льодовитий океан, Північну Америку, Тихий океан, Південний океан та Антарктиду до Південного полюса.
113-й меридіан західної довготи формує велике коло разом із 67-мим меридіаном східної довготи.

## Список географічних об'єктів, що перетинає 113° зх. д.
Починаючи на Північному полюсі та рухаючись до Південного полюса, 113-й меридіан західної довготи проходить через:
| Координати                                                   | Країна, територія або море | Примітки |
| ------------------------------------------------------------ | -------------------------- | --- |
| 90°0′ пн. ш. 113°0′ зх. д. / 90.000° пн. ш. 113.000° зх. д.  | Північний Льодовитий океан | |
| 78°26′ пн. ш. 113°0′ зх. д. / 78.433° пн. ш. 113.000° зх. д. | Канада                     | Північно-Західні території — проходить через острів Борден                                                           |
| 78°17′ пн. ш. 113°0′ зх. д. / 78.283° пн. ш. 113.000° зх. д. | Протока Вілкінс[en]        | |
| 77°54′ пн. ш. 113°0′ зх. д. / 77.900° пн. ш. 113.000° зх. д. | Канада                     | Північно-Західні території — проходить через острів Маккензі-Кінг                                                    |
| 77°31′ пн. ш. 113°0′ зх. д. / 77.517° пн. ш. 113.000° зх. д. | Північний Льодовитий океан | |
| 76°16′ пн. ш. 113°0′ зх. д. / 76.267° пн. ш. 113.000° зх. д. | Канада                     | Північно-Західні території — проходить через острів Мелвілл                                                          |
| 75°5′ пн. ш. 113°0′ зх. д. / 75.083° пн. ш. 113.000° зх. д.  | Затока Ліддон[en]          | |
| 74°58′ пн. ш. 113°0′ зх. д. / 74.967° пн. ш. 113.000° зх. д. | Канада                     | Північно-Західні території — проходить через острів Мелвілл                                                          |
| 74°24′ пн. ш. 113°0′ зх. д. / 74.400° пн. ш. 113.000° зх. д. | Протока Паррі              | Протока Віконта Мелвілла                                                                                             |
| 73°0′ пн. ш. 113°0′ зх. д. / 73.000° пн. ш. 113.000° зх. д.  | Канада                     | Північно-Західні території — проходить через острів Вікторія                                                         |
| 70°35′ пн. ш. 113°0′ зх. д. / 70.583° пн. ш. 113.000° зх. д. | Затока Принца Альберта[en] | |
| 70°19′ пн. ш. 113°0′ зх. д. / 70.317° пн. ш. 113.000° зх. д. | Канада                     | Північно-Західні території — проходить через острови Ліналук[en] і Вікторія Нунавут — проходить через острівВікторія |
| 68°29′ пн. ш. 113°0′ зх. д. / 68.483° пн. ш. 113.000° зх. д. | Затока Коронейшн           | |
| 67°57′ пн. ш. 113°0′ зх. д. / 67.950° пн. ш. 113.000° зх. д. | Канада                     | Нунавут — проходить через острови Лавфорд[en]                                                                        |
| 67°55′ пн. ш. 113°0′ зх. д. / 67.917° пн. ш. 113.000° зх. д. | Затока Коронейшн           | |
| 67°40′ пн. ш. 113°0′ зх. д. / 67.667° пн. ш. 113.000° зх. д. | Канада                     | Нунавут Північно-Західні території — проходить через Велике Невільниче озеро Альберта                                |
| 49°0′ пн. ш. 113°0′ зх. д. / 49.000° пн. ш. 113.000° зх. д.  | США                        | Монтана Айдахо Юта — проходить західніше Великого Солоного озера Аризона                                             |
| 31°56′ пн. ш. 113°0′ зх. д. / 31.933° пн. ш. 113.000° зх. д. | Мексика                    | Сонора |
| 30°33′ пн. ш. 113°0′ зх. д. / 30.550° пн. ш. 113.000° зх. д. | Каліфорнійська затока      | |
| 28°27′ пн. ш. 113°0′ зх. д. / 28.450° пн. ш. 113.000° зх. д. | Мексика                    | Проходить через півострів Каліфорнія Нижня Каліфорнія Південна Нижня Каліфорнія                                      |
| 26°33′ пн. ш. 113°0′ зх. д. / 26.550° пн. ш. 113.000° зх. д. | Тихий океан                | |
| 60°0′ пд. ш. 113°0′ зх. д. / 60.000° пд. ш. 113.000° зх. д.  | Південний океан            | |
| 74°9′ пд. ш. 113°0′ зх. д. / 74.150° пд. ш. 113.000° зх. д.  | Антарктида                 | Проходить через Землю Мері Берд, на яку жодна країна не претендує                                                    |